# Карлайл (округ)
Карла́йл (англ. Carlisle County) — округ в штате Кентукки, США. Официально образован в 1886 году. По состоянию на 2010 год, численность населения составляла 5104 человека.

## География
По данным Бюро переписи США, общая площадь округа равняется 515,411 км2, из которых 489,510 км2 суша и 24,605 км2 или 4,800 % это водоёмы.

## Население
По данным переписи населения 2000 года в округе проживает 5 351 жителей в составе 2 208 домашних хозяйств и 1 574 семей. Плотность населения составляет 11,00 человек на км2. На территории округа насчитывается 2 490 жилых строений, при плотности застройки около 5,00-ти строений на км2. Расовый состав населения: белые — 97,78 %, афроамериканцы — 0,95 %, коренные американцы (индейцы) — 0,41 %, азиаты — 0,07 %, гавайцы — 0,00 %, представители других рас — 0,22 %, представители двух или более рас — 0,56 %. Испаноязычные составляли 0,82 % населения независимо от расы.
В составе 30,60 % из общего числа домашних хозяйств проживают дети в возрасте до 18 лет, 58,50 % домашних хозяйств представляют собой супружеские пары проживающие вместе, 9,30 % домашних хозяйств представляют собой одиноких женщин без супруга, 28,70 % домашних хозяйств не имеют отношения к семьям, 26,30 % домашних хозяйств состоят из одного человека, 13,10 % домашних хозяйств состоят из престарелых (65 лет и старше), проживающих в одиночестве. Средний размер домашнего хозяйства составляет 2,40 человека, и средний размер семьи 2,88 человека.
Возрастной состав округа: 23,40 % моложе 18 лет, 7,80 % от 18 до 24, 26,40 % от 25 до 44, 24,10 % от 45 до 64 и 24,10 % от 65 и старше. Средний возраст жителя округа 40 лет. На каждые 100 женщин приходится 95,20 мужчин. На каждые 100 женщин старше 18 лет приходится 92,90 мужчин.
Средний доход на домохозяйство в округе составлял 30 087 USD, на семью — 33 433 USD. Среднестатистический заработок мужчины был 29 523 USD против 19 792 USD для женщины. Доход на душу населения составлял 16 276 USD. Около 10,50 % семей и 13,10 % общего населения находились ниже черты бедности, в том числе — 17,40 % молодёжи (тех, кому ещё не исполнилось 18 лет) и 11,00 % тех, кому было уже больше 65 лет.